# Qian Weiqiao
Qian Weiqiao ou Ch'ien Wei-Ch'iao ou Ts'ien Wei-K'iao (錢維喬), surnom: Shucan (树参) et Shuchuan (曙川), nom de pinceau: Zhuchu (竹初) est un peintre de  paysages, chinois des XVIIIe et XIXe siècles, né en 1739, originaire de Wujin (ville de la province du Jiangsu), mort en 1806.

## Biographie
Qian Weiqiao est le frère de Qian Weicheng et petit-fils de Chen Shu. C'est un spécialiste de peintures de paysages, dont il reste un album signé et daté 1783.